# Kap Det Gode Håb
Kap det Gode Håb er en halvø i den sydvestlige del af Sydafrika. Det er en almindelig fejlopfattelse at Kap det gode håb er det sydligste punkt i Afrika. Det sydligste punkt er dog en kyststrækning nær Kap Agulhas. 
Kap det gode håb ligger sydvest for storbyen Cape Town.
Bartolomeu Dias blev i 1488 den første europæer der vides at have rundet Kap det Gode Håb siden antikken.
Engang var opfattelsen, at Atlanterhavet og Det Indiske Ocean mødtes ved Kap det Gode Håb. I vore dage er det fastslået, at de to oceaner syd for Afrika adskilles af 20° øst-meridianen, der går gennem Kap Agulhas. Kap Agulhas ligger 150 kilometer sydøst herfor og er det sydligste punkt i Afrika.

## Cape Point
Nær ved Kap det Gode Håb ligger Cape Point, hvor der findes kiosk, restaurant o.m.a. Der er tillige en kabelbane, Flying Dutchman Funicular, som fører op til stedet, hvorfra der er den bedste udsigt over Det Indiske Ocean og False Bay.